# Ingrid Bjerkås
Ingrid Bjerkås, född 8 maj 1901 i Kristiania, död 30 november 1980 i Bærum, var en norsk teolog och den första kvinnliga prästen i Norge.
Hon tog cand.theol. 1958, och ordinerades 1961 i Vang kirke av biskop Kristian Schjelderup. Samma år utnämndes hon till kyrkoherde i Berg och Torskens prestegjeld i Troms fylke. Hon tog avsked 1965, och gav 1966 ut självbiografin Mitt kall.